# Pleuranthodium iboense
Pleuranthodium iboense är en enhjärtbladig växtart som först beskrevs av Theodoric Valeton, och fick sitt nu gällande namn av Rosemary Margaret Smith. Pleuranthodium iboense ingår i släktet Pleuranthodium och familjen Zingiberaceae.
Artens utbredningsområde är Papua Nya Guinea. Inga underarter finns listade i Catalogue of Life.